# Нуттельн (Гольштейн)
Нуттельн (нем. Nutteln) — община в Германии, в земле Шлезвиг-Гольштейн.
Входит в состав района Штайнбург. Подчиняется управлению Шенефельд. Население составляет 277 человек (на 31 декабря 2010 года). Занимает площадь 6,97 км².